# Уэбстер (округ, Айова)
Уэ́бстер (англ. Webster County) — округ в США, штате Айова. На 2000 год численность населения составляла 40 235 человек. По оценке бюро переписи населения США в 2009 году население округа составляло 38 346 человек. Окружным центром является город Форт-Додж.

## История
Округ Уэбстер был сформирован в 12 января 1853 года.

## География
По данными Бюро переписи населения США площадь округа Уэбстер составляет 1852 км².

### Основные шоссе
- Шоссе 20
- Шоссе 169
- Автострада 7
- Автострада 175
- Автострада 144

### Соседние округа
- Гумбольдт (север)
- Райт (северо-восток)
- Гамильтон (восток)
- Бун (юго-восток)
- Грин (юго-запад)
- Калхун (запад)
- Покахонтас (северо-запад)

## Демография
По данным переписи населения 2000 года в округе проживало 40 235 жителей. Среди них 22,5 % составляли дети до 18 лет, 16,4 % люди возрастом более 65 лет. 49,1 % населения составляли женщины.
Национальный состав был следующим: 93,1 % белых, 4,1 % афроамериканцев, 0,4 % представителей коренных народов, 0,9 % азиатов, 3,4 % латиноамериканцев. 1,4 % населения являлись представителями двух или более рас.
Средний доход на душу населения в округе составлял $17857. 13,7 % населения имело доход ниже прожиточного минимума. Средний доход на домохозяйство составлял $41568.
Также 84,2 % взрослого населения имело законченное среднее образование, а 16,9 % имело высшее образование.